# Landesamt für Soziales, Jugend und Versorgung Rheinland-Pfalz
Das Landesamt für Soziales, Jugend und Versorgung ist in Rheinland-Pfalz der überörtliche Sozialhilfeträger, das
Landesjugendamt, die Versorgungsverwaltung und die Obere Gesundheitsbehörde. Der Sitz der Zentrale des Landesamtes befindet sich in der Rheinallee 97–101 innerhalb der Landeshauptstadt Mainz. Außenstellen gibt es in Koblenz, Trier und Landau und der Schießgartenstraße in Mainz.

## Geschichte
Das Landesamt für Soziales, Jugend und Versorgung wurde am 1. Januar 1996 durch Zusammenlegung des Landesversorgungsamtes und des Landesamtes für Jugend und Soziales gegründet und übernimmt in Rheinland-Pfalz die Aufgaben eines Versorgungsamtes.

## Aufgaben
Das Landesamt ist Beratungs- und Aufsichtsbehörde über Kindertagesstätten, Beratungs- und Prüfbehörde nach dem LWTG (= Landesgesetz über Wohnformen und Teilhabe; früher „Heimaufsicht“) für Altenhilfeeinrichtungen sowie Einrichtungen für volljährige Menschen mit Behinderung und Zentrale Adoptionsstelle. Es beheimatet das Sozialpädagogische Fortbildungszentrum, die Regionale Anlauf- und Beratungsstelle für ehemalige Heimkinder und das Integrationsamt für behinderte Menschen. Weiterhin nimmt es als Aufgaben die Aufsicht über Apotheken, die Kontrolle der Arzneimittelherstellung und die Förderung arbeitsmarktpolitischer Maßnahmen wahr.
Vergütungen der Leistungen für behinderte Menschen in Einrichtungen sind ebenso Teil des Leistungsspektrums der Behörde wie das Schwerbehindertenfeststellungsverfahren. Schließlich ist das Landesamt auch Träger der Landesschulen für sinnesbehinderte Menschen Rheinland-Pfalz.

## Verteilung der Aufgaben im Landesamt für Soziales, Jugend und Versorgung
Das Landesamt für Soziales, Jugend und Versorgung untergliedert die Aufgabenbereichen in insgesamt sechs Abteilungen.

### Abteilung 1 - Zentrale Aufgaben
- Innere Dienste (Gebäude- und Fuhrparkmanagement, Beschaffungen und Vergaberecht, Arbeitsschutz und Dienstlicher Umweltschutz)
- Personal und Organisation (Personalverwaltung, Personalentwicklung, Aus-, Fort- und Weiterbildung, Organisation,  Grundsatz und Personalrecht)
- Haushalt, Controlling und Rechnungswesen
- ESF-Bescheinigungsbehörde
- Informations- und Kommunikationstechnik (Entwicklung, Administration, IT-Verwaltung, IT-Sicherheit)

### Abteilung 2 - Versorgung
- Feststellung des Grades der Behinderung (GdB) und des Anspruchs auf Nachteilsausgleiche nach dem Schwerbehindertenrecht
- Ausstellung der Schwerbehindertenausweise
- Entschädigung für Kriegs- und Zivildienstgeschädigte
- Entschädigung für Gewaltopfer
- Entschädigung für Impfgeschädigte und DDR-Häftlinge
- Kooperation mit Trauma-Ambulanzen für Gewaltopfer

### Abteilung 3 - Landesjugendamt
- Unterstützung des Landesjugendhilfeausschusses
- Unterstützung der Jugendämter und Träger der freien Jugendhilfe bei der Beratung, Entwicklung von Empfehlungen, Förderung der Zusammenarbeit, Planung von Modellvorhaben und der finanziellen Förderung
- Kompetenzzentrum umA für unbegleitete minderjährige Ausländer
- Gemeinsame Zentrale Adoptionsstelle Rheinland-Pfalz und Hessen
- Anerkennung und Förderung der sozialen Beratungsstellen im Land
- Projekte zur Prävention von politischem und religiösem Extremismus – Demokratiezentrum Rheinland-Pfalz
- Förderung von Jugendarbeit und Jugendsozialarbeit
- Schutz von Kindern und Jugendlichen in Einrichtungen (Kindertagesstätten, Heime und sonstige Wohnformen)
- Zentrale Beratungsstelle für Kinderschutz und Frühe Hilfen
- Sozialpädagogisches Fortbildungszentrum
- Mittelvergabe der Bundesstiftung „Mutter und Kind – Schutz des ungeborenen Lebens“ und Vergabeausschuss der Landesstiftung „Familie in Not – Rheinland-Pfalz“

### Abteilung 4 - Soziales/Vergütungs- und Budgetangelegenheiten
- Grundsatzfragen der Eingliederungshilfe für volljährige Menschen mit Behinderungen
- Leistungsrechtliche Grundsatzfragen der Grundsicherung im Alter und bei Erwerbsminderung in Zuständigkeit des Landes
- Abschluss von Leistungs- und Vergütungsvereinbarungen mit den Leistungsanbietern der Eingliederungshilfe für volljährige Menschen mit Behinderungen in Rheinland-Pfalz (Tageseinrichtungen, besondere Wohnformen und Angebote außerhalb besonderer Wohnformen)
- Leistungsrechtliche Grundsatzfragen des Pflegeversicherungsrechts (SGB XI) und der Hilfe zur Pflege (SGB XII)
- Bearbeitung von Widersprüchen in Sozialhilfe- und Eingliederungshilfeangelegenheiten
- Förderung der Pflegestützpunkte
- Vergütungsangelegenheiten und gesondert berechenbare Investitionsaufwendungen für Pflegeeinrichtungen
- Soziale Hilfen und Förderung, u. a. Sozialhilfe für Deutsche im Ausland, Suchthilfen und Förderprojekte aus den Bereichen Frauen und Ehrenamt

### Abteilung 5 - Gesundheit und Pharmazie
- Recht der Heilberufe
- Koordinierung und Überwachung von Maßnahmen im öffentlichen Gesundheitswesen
- Schulaufsicht über die Gesundheitsfachberufe
- Landesprüfungsamt für Studierende der Medizin und Pharmazie, Landesprüfungsamt für Psychotherapie und Geschäftsstelle des Ausschusses für die zahnärztlichen Prüfungen
- Überwachung der Apotheken
- Arzneimittel- und Medizinprodukteüberwachung
- Zentrale Medizinische Untersuchungsstelle
- Zentrale Stelle nach dem Landeskinderschutzgesetz

### Abteilung 6 - Qualitätssicherung im sozialen Bereich/Integrationsamt
- Beratung und Prüfung von Einrichtungen der Eingliederungshilfe und der Pflege
- Förderung arbeitsmarktpolitischer Maßnahmen durch Programme des Landes und des Europäischen Sozialfonds
- Eingliederung behinderter Menschen in das Arbeitsleben
- Beauftragung der Integrationsfachdienste
- Förderung von Gebärdensprachendolmetscherinnen und -dolmetschern sowie Hilfe für hör- und sprachbehinderte Eltern
- Herausgabe des Kalenders „Kreativ und Inklusiv“
- Überörtliche Betreuungsbehörde und Teil der Landesarbeitsgemeinschaft für Betreuungsangelegenheiten
- Bildungsfreistellung

### Abteilung 7 - Sozialraumentwicklung/Suchtprävention
- Förderung und Koordination von Programmen zur Suchtprävention
- Beratung zu allen Formen des Neuen Wohnens und Begleitung von Projekten des Wohnens mit Teilhabe
- Servicestelle für kommunale Pflegestrukturplanung und Sozialraumentwicklung
- Servicestelle für Angebote zur Unterstützung im Alltag und Initiativen des Ehrenamts in der Pflege
- Landesfachstelle Demenz
- Sozialversicherungsaufsicht
- Tarifregister Rheinland-Pfalz und Servicestelle Landestariftreuegesetz
- Bußgeldstelle für Ordnungswidrigkeiten im Bereich Sozialversicherung und Pflegeversicherung
- Finanzierungsverfahren der Pflegeausbildung (und der Ausbildung in der Altenpflege, nach altem Recht)
- Aufsicht über Einrichtungen für psychisch erkrankte Menschen
- Aufsicht und Vergütungsangelegenheiten im Maßregelvollzug
- Wahrnehmung von Trägeraufgaben:
  - Landesschule für Blinde und Sehbehinderte Neuwied
  - Landesschule für Gehörlose und Schwerhörige Neuwied
  - Wilhelm-Hubert-Cüppers-Schule - Landesschule für Gehörlose und Schwerhörige Trier